# Bohumil Durdis
Bohumil Durdis (n. 1 martie 1903, Praga, Austro-Ungaria – d. 16 martie 1983, Copenhaga, Danemarca) a fost un halterofil ce a reprezentat Cehoslovacia, medaliat olimpic. A participat la o ediție a Jocurilor Olimpice (1924) în care a câștigat o medalie de bronz.

## Participări
Lista de mai jos prezintă principalele competiții la care a participat Bohumil Durdis de-a lungul carierei.
- weightlifting at the 1924 Summer Olympics – men's 67.5 kg[*]